# Trachelas panamanus
Trachelas panamanus är en spindelart som beskrevs av Arthur M. Chickering 1937. Trachelas panamanus ingår i släktet Trachelas och familjen flinkspindlar.
Artens utbredningsområde är Panama. Inga underarter finns listade i Catalogue of Life.